# Laguna Chajbalbuch
A  Laguna Chajbalbuch  é um lago localizado na Guatemala. Localiza-se no departamento de Alta Verapaz, Município de Cobán.